# نردرخ
نُرْدرَخ (بالألمانية الدنيا: Noodere؛ بالألمانية: Nordrach) هي بلدة ألمانيَّة تقع في قضاء أُرتَنَوْكرَیس (بالألمانية: Ortenaukreis) بولاية بادن-فورتمبيرغ. المنطقة جُزءٌ من الغابة السوداء، لذا فإنَّ أغلبها مكسوٌّ بالأشجار، وتصل نسبة أراضيها المُشجرة إلى قُرابة 80%.